# Sbory dobrovolných hasičů v Olomouckém kraji
Jednotku sboru dobrovolných hasičů obce je podle § 68 zákona č. 135/1985 Sb., o požární ochraně, povinna zřídit každá obec. Mnohé obce jich zřizují více. Své sbory dobrovolných hasičů zřizují též některé průmyslové, dopravní a jiné firmy.
Většina sborů má ve svém názvu buď celá slova Sbor dobrovolných hasičů nebo jen zkratku SDH, některé sbory však mají názvy tvořené jinak.
Sbory dobrovolných hasičů v Česku zastřešuje Sdružení hasičů Čech, Moravy a Slezska (SH ČMS), sbory na Moravě včetně moravského Slezska Moravská hasičská jednota.
Sbory jsou označeny šesticiferným evidenčním číslem (první trojčíslí odpovídá okresu) a podle své velikosti, významu a vybavení se člení do kategorií:
největší sbory bývají v kategorii II, jiné významnější sbory v kategorii III, malé sbory v kategorii V a podnikové v kategorii VI.

## Seznam
Tento seznam obsahuje zatím především sbory uvedené v adresáři SH ČMS. Ve skutečnosti každá obec zřizuje nejméně jeden sbor.

### Okres Jeseník
- SDH Bělá pod Pradědem
- SDH Bernartice
- SDH Bílá Voda
- SDH Bílý Potok
- SDH Buk
- SDH Černá Voda
- SDH Česká Ves
- SDH Hradec-Nová Ves
- SDH Javorník
- SDH Jeseník
- SDH Kobylá
- SDH Lipová-lázně
- SDH Mikulovice
- SDH Nýznerov
- SDH Ondřejovice
- SDH Ostružná
- SDH Písečná
- SDH Rejvíz
- SDH Skorošice
- SDH Stará Červená Voda
- SDH Supíkovice
- SDH Široký Brod
- SDH Tomíkovice
- SDH Uhelná
- SDH Vápenná
- SDH Velká Kraš
- SDH Velké Kunětice
- SDH Vidnava
- SDH Vlčice u Jeseníku
- SDH Zlaté Hory
- SDH Žulová
- podnikový SDH Řetězárna Česká Ves
- a další

### Okres Olomouc
- SDH Babice
- SDH Benkov
- SDH Bouzov
- SDH Břevenec
- SDH Černovír
- SDH Červenka
- SDH Dolany
- SDH Daskabát
- SDH Dub nad Moravou
- SDH Hlubočky
- SDH Hněvotín
- SDH Hradečná
- SDH Ješov
- SDH Mezice
- SDH Měrotín
- SDH Olomouc-Holice
- SDH Olomouc-Chválkovice
- SDH Olomouc-Lošov
- SDH Pískov
- SDH Přáslavice
- SDH Řimice
- SDH Savín
- SDH Skrbeň
- SDH Slatinice
- SDH Slatinky
- SDH Střelice u Uničova
- SDH Tršice
- SDH Senice na Hané
- SDH Uničov
- SDH Moravský Beroun
- A další

### Okres Prostějov
- SDH Čechy pod Kosířem
- SDH Vřesovice
- SDH Protivanov
- SDH Držovice
- SDH Hluchov
- SDH Horní Štěpánov
- SDH Hrubčice
- SDH Kralice na Hané
- SDH Krasice
- SDH Olšany u Prostějova
- SDH Krumsín
- SDH Mořice
- SDH Niva
- SDH Polomí
- SDH Soběsuky
- SDH Vrahovice
- SDH Žešov
- SDH Biskupice
- SDH Klopotovice
- SDH Určice

### Okres Přerov
- SDH Brodek u Přerova
- SDH Dobrčice
- SDH Hustopeče nad Bečvou
- SDH Radíkov
- SDH Radslavice
- SDH Říkovice
- SDH Skoky
- SDH Troubky
- SDH Skalička
- SDH Klokočí
- SDH Přerov
- SDH Hranice
- SDH Kojetín
- SDH Tovačov
- SDH Potštát
- SDH Opatovice
- SDH Lipník nad Bečvou
- SDH Horní Moštěnice
- SDH Radslavice
- SDH Osek nad Bečvou
- a další

### Okres Šumperk
- SDH Bohutín
- SDH Dolní Libina
- SDH Dolní Studénky
- SDH Hrabišín
- SDH Kolšov
- SDH Líšnice
- SDH Loštice
- SDH Lukavice
- SDH Nemile
- SDH Mohelnice
- SDH Moravičany
- SDH Postřelmov
- a další